# Hilding Gavle
Hilding Bernhard Augustin Svensson (født 28. august 1901 i Kalmar, død 4. august 1969), bedre kendt som Hilding Gavle, var en svensk skuespiller. Han nåede i sin karriere at medvirkede i over 40 film mellem 1930 og 1968.

## Udvalgt filmografi
- Fridas viser (1930, ukrediteret)
- Pigernes Alfred (1935, ukrediteret)
- Adolf i trøjen (1936, ukrediteret)
- På solsiden (1936, ukrediteret)
- Tre mænd om Vera (1936, ukrediteret)
- Kongen kommer (1936, ukrediteret)
- Karlsson ordner alt (1936)
- Raske detektiver (1937)
- Fint skal det være (1937)
- Adolf som tjener (1938)
- Styrmand Karlsens flammer (1938)
- Spøgelser til salg (1939)
- Elskerinde (1939)
- Vi baroner (1939)
- Stærkere magter (1940)
- Tykke Thor som spøgelse (1941)
- Kun en kvinde (1941)
- Veritas forhekser byen (1941)
- Løjtnantshjerter (1942)
- Jeg er kun ild og luft (1944)
- Vandring med månen (1945)
- Stakkels lille Sven (1947)
- Flickan från tredje raden (1949)
- Når Stockholm sover (1950)